# Gyrinus lecontei
Gyrinus lecontei är en skalbaggsart som beskrevs av Henry Clinton Fall. Gyrinus lecontei ingår i släktet Gyrinus och familjen virvelbaggar. Inga underarter finns listade i Catalogue of Life.